# جريس مارديني
الجُرَيس المارديني (باللاتينية: Campanula mardinensis) نوع نباتي ينتمي إلى جنس الجريس من الفصيلة الجريسية.

## الموئل والانتشار
موطنه الأقاليم السورية الشمالية (في تركيا حاليا).

## مرادفات للاسم العلمي
- (باللاتينية: Campanula incanescens var. exappendiculata Bornm.		)